# Danae Boronat
Danae Boronat (Tarragona, 21 de octubre de 1985) es una periodista y presentadora de Movistar+ especializada en deporte. En mayo de 2019 se convirtió en la primera mujer en narrar en televisión un partido de la Primera División de España a nivel nacional y en narrar la participación de la selección española en un Mundial de Fútbol, el Mundial de Francia 2019.

## Trayectoria profesional
Nacida en Tarragona (España), Danae Boronat Lozano estudió la carrera de periodismo en la Universidad Rovira i Virgili. 
Ha trabajado previamente como periodista deportiva para Radio Nacional de España y en Onda Cero. Trabajó durante cinco años para «Deportes Cuatro» donde cubría la información relacionada con el F.C. Barcelona y también formó parte de La goleada en 13TV como copresentadora. Ha sido columnista en La Vanguardia y el diario Sport.
Ha declarado que también está entre sus objetivos romper el techo de cristal en los medios y abrir el camino a las futuras periodistas para que les sea más fácil.
En 2019 trabaja como presentadora del programa «Xtra» en la cadena beIN LaLiga y como presentadora en los canales #Vamos y Movistar Liga de Campeones (Movistar+). También ejerce como colaboradora en el programa "Gol a Gol" de Esport3 (TV3) y en las emisoras de radio RAC1 (Tu dirás) y Catalunya Radio (Els Matins).
El 12 de mayo de 2019 se convirtió en la primera mujer en narrar en televisión la retransmisión de un partido de liga a nivel nacional en la temporada 2018/2019, el Atlético de Madrid - Sevilla. Y fue la primera mujer en narrar los partidos de la selección española en un mundial -Copa Mundial Femenina de Fútbol 2019-, junto a Sara Giménez León, que han tenido un promedio de 800.000 personas espectadoras en GOL.

## Obra
- No les llames chicas, llámalas futbolistas. Del maltrato al reconocimiento: la lucha por la igualdad en el fútbol (Libros Cúpula, 2021).[11]

## Participación en medios
- Radio Televisión Española
- Onda Cero
- Cuatro
- beIN Sports
- beIN LaLiga
- La Vanguardia
- Sport
- #Vamos
- Movistar Liga de Campeones
- Televisió de Catalunya (TV3)
- RAC1
- Catalunya Radio
- GOL
- Movistar LaLiga